# Cephalophus nigrifrons
El duiker de frente negra (Cephalophus nigrifrons) es un antílope que se encuentra en las selvas tropicales de África central y Angola.
Alcanza 43 a 47 cm de altura, 90 a 110 cm de longitud y 10 a 14 kg de peso. Vive  solo o en pareja.

## Distribución
Se encuentra en Angola, Camerún, República Centroafricana, República Democrática del Congo, Guinea Ecuatorial, Gabón, Nigeria, República del Congo, Burundi, Ruanda, Uganda y Kenia.

## Subespecies
- Cephalophus nigrifrons nigrifrons
- Cephalophus nigrifrons fosteri
- Cephalophus nigrifrons hooki
- Cephalophus nigrifrons hypoxanthus
- Cephalophus nigrifrons kivuensis
- Cephalophus nigrifrons rubidus